# Hisato Igarashi
Hisato Igarashi (Prefectura de Tochigi, Japón, 19 de febrero de 1951) es un gimnasta artístico japonés, campeón olímpico en 1976 en el concurso por equipos.

## 1976
En los JJ. OO. de Montreal gana oro en equipos, por delante de la Unión Soviética (plata) y Alemania del Este (bronce), siendo sus compañeros de equipo: Shun Fujimoto, Hiroshi Kajiyama, Sawao Kato, Eizo Kenmotsu y Mitsuo Tsukahara.